# Liste des passes de muleta

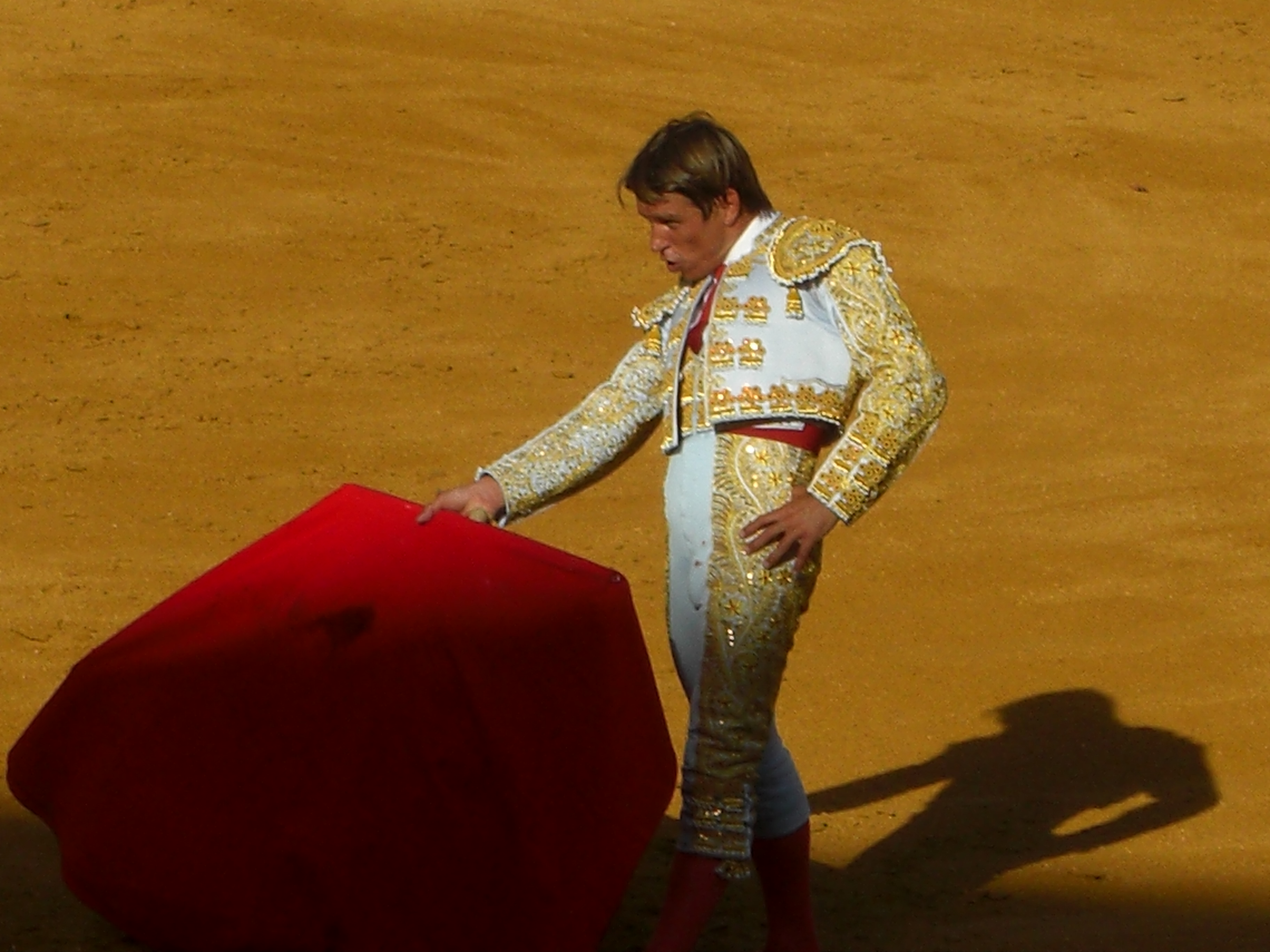
Matador tendant la muleta

La muleta est une étoffe de serge rouge dont la grandeur n'est pas fixée de manière règlementaire. Elle est utilisée par le matador dans le troisième tercio pour réaliser la faena. On ne sait pas qui l'a inventée, mais on attribue généralement son invention à Francisco Romero. Il semble plausible que son usage s'est fixé progressivement d'abord sous forme d'un morceau d'un tissu blanc de lin ou de chanvre appelé "Lienzo" qui remplaçait la branche feuillue destinée à détourner l'attention du taureau. À l'époque ce chiffon blanc n'avait pas le support d'un bâton ("palillo") comme la muleta actuelle. Il existe un très grand nombre de passes inventées au cours des siècles par les matadors qui utilisaient soit une muleta bleu, soit jaune, chacun adoptant une couleur différente selon ses goûts. Ainsi, Lagartijo ou Frascuelo choisissaient leur couleur en fonction de l'influence qu'ils lui attribuaient sur la charge du taureau. En 1928,  Manolo Bienvenida et Pepe Bienvenida ont toréé deux jours au Madison Square Garden de New York  en utilisant des étoffes vertes imposées par les sociétés protectrices des animaux. Instrument de protection au départ, la muleta est devenue instrument de domination qui permet un très grande variété de passes, qui constituent l'essentiel des faenas contemporaines. Cette liste n'est donc pas exhaustive.
- Adorno
- Arrucina
- Bandera
- Cambiada
- Costadillo
- De la firma
- Derechazo
- De piton
- De pitón a pitón
- passes de tirón
- Doblón
- Dosantina
- Gallista
- Giraldilla
- Kikiriki
- Luquesina
- Manoletina
- Molinete
- Militaire
- Naturelle
- Orticina
- Passe aidée
- Passe de poitrine
- Passe à l'estribo
- Pendule
- Pedresina
- Redondo (ou En Redondo)
- Regiomontana
- Rodillazo (à la muleta)

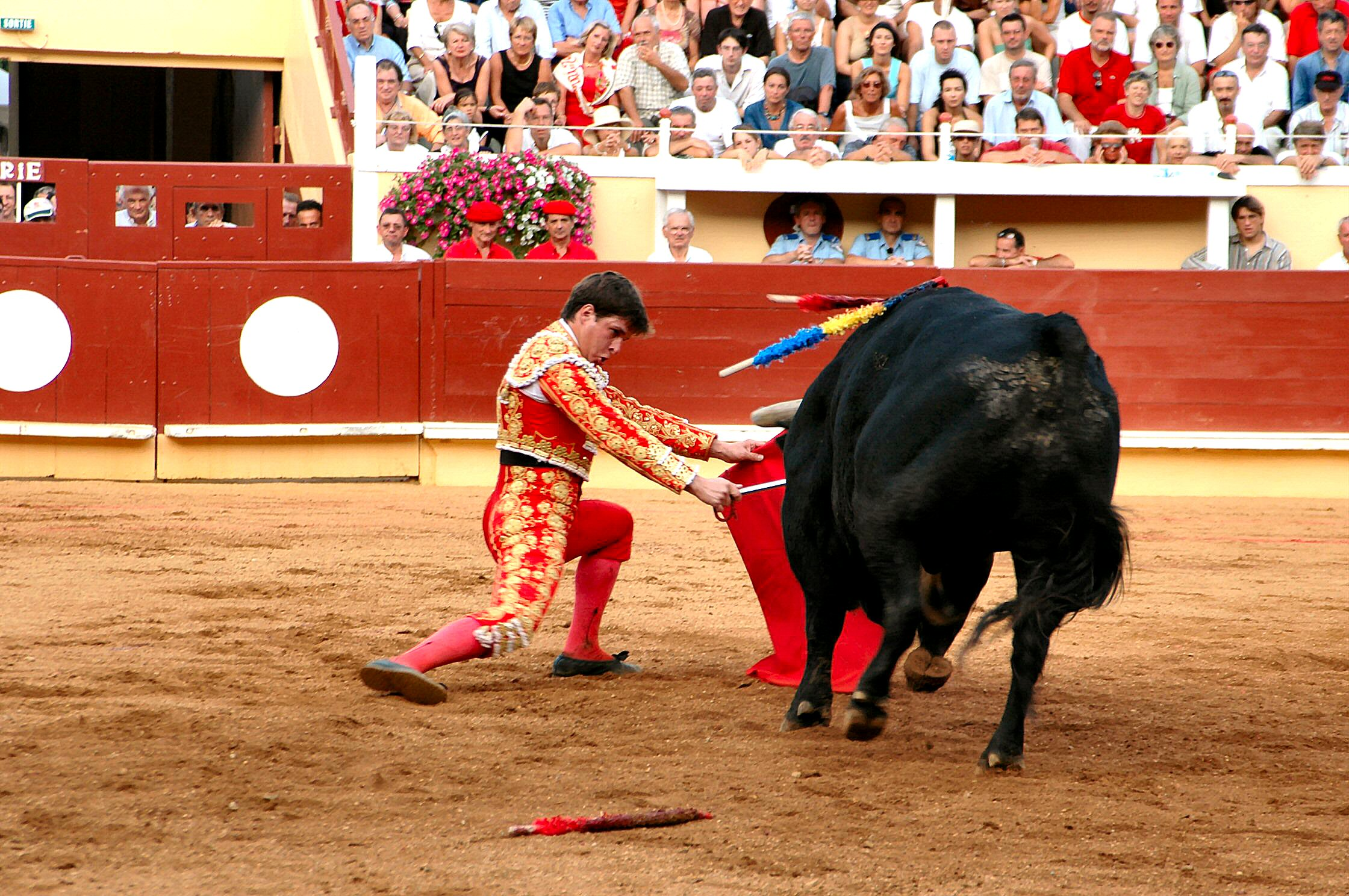
El Juli, doblón, naturelle genou plié

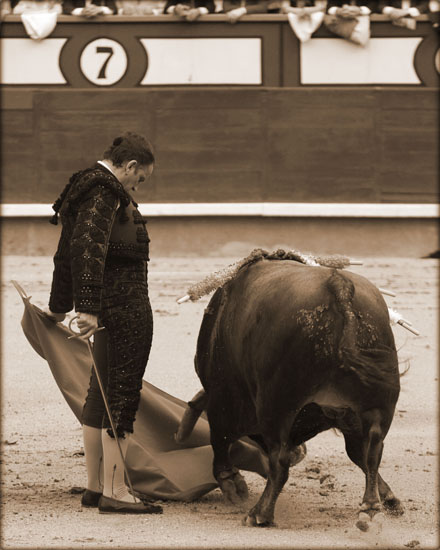
Naturelle de Julio Aparicio

- Salto de la rana (saut de grenouille)
- Sevillana
- Statuaire
- Tirones
- Tres en uno
- Trinchera
- Sanjuanera